# O zi
O zi este un film românesc din 1991 regizat de Radu Igazsag.